# Олімп (фестиваль)
Фестиваль «Олімп» (грец. Φεστιβάλ Ολύμπου) — щорічний фестиваль музики та театрального мистецтва, який відбувається влітку в муніципалітеті Діона, що у номі Пієрія, Греція, за підтримки Міністерства культури Греції та муніципалітету Діон.
Вперше фестиваль відбувся 1972 року як Свято Муз. За майже сорокарічну історію фестивалю у ньому взяли участь відомі грецькі митці, серед яких: Марія Фарантурі, Маріо Франгуліс, Йоргос Даларас, Нана Мускурі, Анна Сінодіну, Тіміос Каракацаніс, Дімітріос Мітропанос та інші.
Основними майданчиками фестивалю на сучасному етапі слугують давньогрецький театр Діона, замок Платамона, Центр середземноморської мозаїки Діона, а також Церква успіння Богородиці в Контаріотісса.